# 張文環
張文環（1909年10月10日—1978年2月12日），台灣日治時期的重要小說家、雜誌編輯，被譽為「台灣的菊池寬」。出生於嘉義縣梅山鄉。
1927年赴日本岡山中學就讀，再入東洋大學文學部。1933年畢業後與王白淵、巫永福等人組織「台灣藝術研究會」，發行純文學雜誌《福爾摩沙》。又與王井泉、林博秋、呂赫若等人組織「厚生演劇研究會」。1941年與陳逸松、王井泉、中山侑等人創辦《台灣文學》。張文環在戰前、戰後均熱心地方政治，1944年出任台中州大里長，1946年當選第一屆台中縣參議員，1947年代理能高區署長，228事件後對政治失望。
張文環作品多取材於台灣風土，現實主義手法厚重樸實，代表作《夜猿》曾獲皇民奉公會台灣文學獎，小說《閹雞》曾由劇作家林摶秋改編為舞台劇，在台北永樂座演出。編輯及創作上的活力，使他在戰時本土文壇有相當影響力。戰後，因政治氣氛而停止寫作。

## 作品在戰後的出版情況
目前為止(2011/10/01)已知的有：
- 張文環/著，《地に這うもの 滾地郎 》，東京都現代文化社，1975年。該書還收錄「張文環兄與我」和張文環作品「父之顏」。
- 張文環/著、廖清秀/譯，《滾地郎》，鴻儒堂，1991年。
- 張恆豪/編，《張文環集》，前衛出版社，1991年。
- 陳萬益、柳書琴、許維育/編，《張文環全集資料輯》，台中縣立文化中心，1997年4月~1998年4月。
- 張文環/譯、阿Q之弟/著、河原功/監修，《可愛的仇人》，東京都ゆまに書房，2001年(平成13年)出版。
- 陳萬益/主編，《張文環日本語作品及び草稿全編》，台中縣立文化中心，2001年。 3張光碟 : 有聲; 4 3/4吋+1冊說明手冊。
- 陳萬益/主編，《張文環全集》共8冊，台中縣立文化中心，2002年。
- 張文環/文、鍾肇政/譯、劉伯樂/圖，《論語與雞》，遠流出版社，2006年。
- 中島利郎、下村作次郎、河原功等人/編選，《日本統治期台灣文學台灣人作家作品集》第4卷、第5卷、別卷，東京都綠蔭書房，1999年。
- 中島利郎、下村作次郎、河原功/編選，《台湾長篇小說集》，東京都綠蔭書房，2002年。

## 外部連結
- 台灣新文學史-陳芳明教授主講-【張文環-〈閹雞〉】 （页面存档备份，存于）
- 台灣新文學史-陳芳明教授主講-【張文環-〈頓悟〉】 （页面存档备份，存于）